# Buschtunnel
Als Aachener Buschtunnel werden zwei parallele Eisenbahntunnel unter dem Aachener Wald in der Nähe der deutsch-belgischen Grenze bezeichnet. Es gibt einen alten und einen neuen Buschtunnel. Die Tunnel führen durch sandigen Boden und werden planmäßig nur von Reisezügen genutzt (Eurostar (ex-Thalys), ICE International und Nightjet sowie die Regionalzüge des euregioAIXpress). Güterzüge fahren von Aachen West aus durch den Gemmenicher Tunnel nach Montzen.

## Verlauf

Lage des Buschtunnels im deutsch-belgischen Grenzland

Die beiden Röhren unterqueren, etwa in ihrer Mitte, die B 264 (Lütticher Straße). In der Nähe des Westportals wird eine Häuserzeile der Zollhaussiedlung unterfahren.

## Alter Buschtunnel

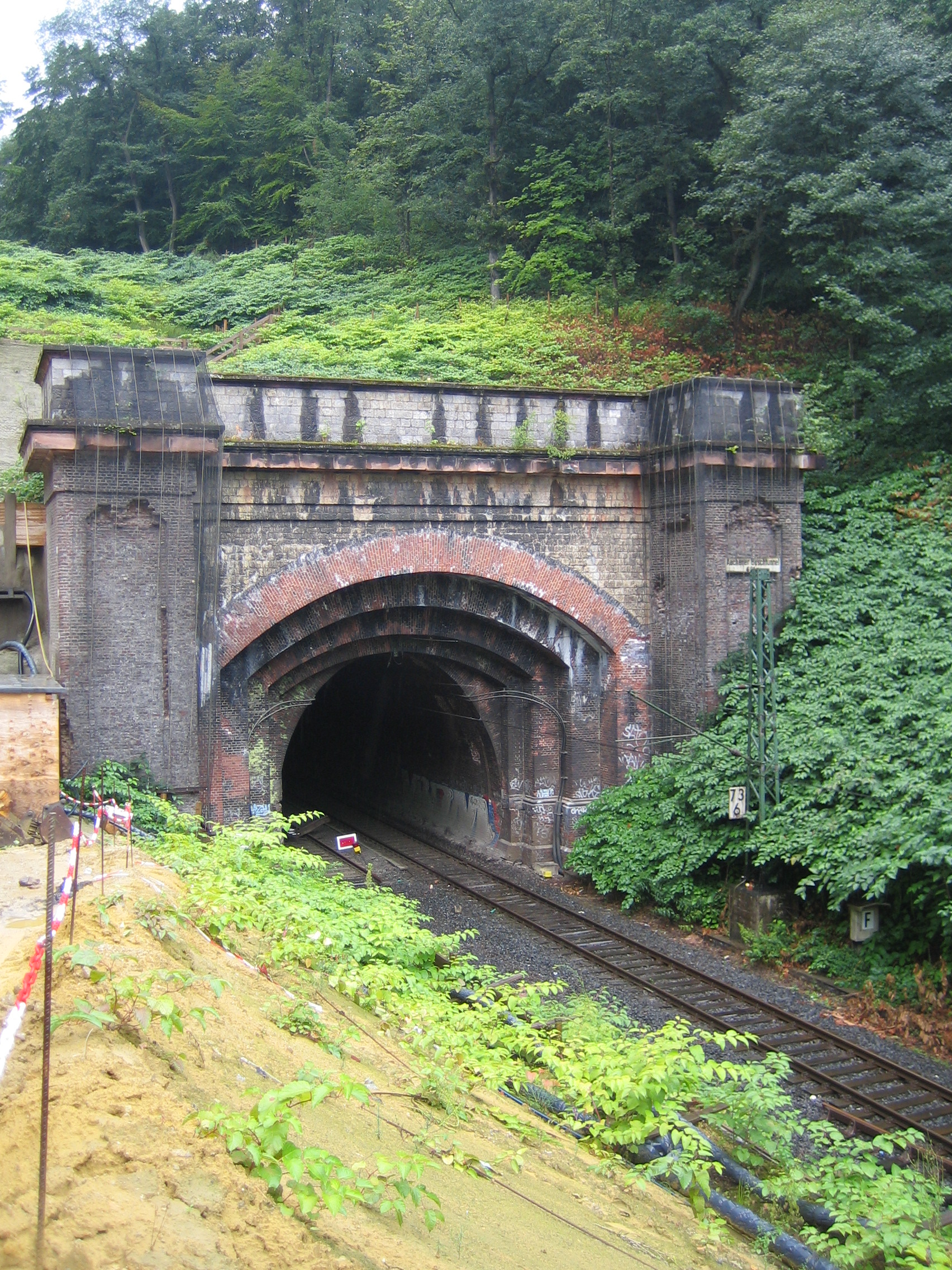
Ostportal des alten Buschtunnels vor dem Umbau (2006)

Der alte Tunnel wurde in den Jahren 1838 bis 1843 erbaut und ist damit der älteste noch befahrene Eisenbahntunnel Deutschlands. Er ist 691 m lang, bei einer maximalen Überdeckung von 45 m. Bei seiner Eröffnung schloss an den Buschtunnel ein weiterer, etwa 150 Meter langer kleiner Buschtunnel an.
Bereits 10 Jahre nach seiner Eröffnung musste der Buschtunnel saniert werden. Aufgrund fehlender Isolierung war eine Trockenlegung des Tunnels notwendig geworden. Dazu wurde oberhalb des Mauerwerks ein Längsstollen gegraben, von dem Querstollen ausgingen, mit deren Hilfe die Bauarbeiten durchgeführt wurden. Nach Beendigung der Arbeiten wurden die entstandenen Stollen verfüllt. Vermutlich im Zuge dieser Arbeiten wurde der kleine Buschtunnel entfernt, da die Umwandlung in einen Einschnitt aufgrund geringer Überdeckung möglich war.
In den 1930er Jahren erfolgte eine erneute Sanierung des Tunnels. Dabei wurde von innen Spritzbeton angebracht. Im Laufe der Zeit entstanden durch Rauch und Abgase der Lokomotiven, Frost und Bergwasser Schäden an dieser Spritzbetonschicht. Vor der Sanierung durfte der Tunnel daher nur noch mit 40 km/h befahren werden.

### Sanierung des alten Buschtunnels
Nach dem Bau des neuen Buschtunnels wurde der alte Buschtunnel vorübergehend außer Betrieb genommen. Am 8. Juni 2009 begann die Sanierung der alten Röhre. Am 23. Oktober 2011 (ursprünglich war die Fertigstellung schon zum Fahrplanwechsel im Dezember 2010 geplant) wurde der sanierte Tunnel wieder in Betrieb genommen. In der bestehenden, gemauerten Tunnelröhre wurden neben einer neuen Innenschale aus Beton u. a. auch ein Rettungsweg, eine Beleuchtung und Brandschutz-Maßnahmen eingebaut. In der vormals zweigleisigen Röhre gibt es nur noch ein Gleis, das tiefer gelegt wurde, um den Tunnelquerschnitt zu vergrößern. Für die Sanierung der alten Röhre wurden vom Bund 13,6 Millionen Euro bereitgestellt. Diese Maßnahme wurde am 17. Oktober 2011 abgeschlossen. Somit steht, zusammen mit dem neuen Buschtunnel, pro Richtung je eine eingleisige Röhre zur Verfügung. Am 23. Oktober 2011 wurde das Gleis der sanierten Röhre wieder in die Strecke nach Lüttich eingebunden.

## Neuer Buschtunnel
Zwischen 2004 und 2007 wurde im Abstand von 25 bis 45 m südlich des alten Tunnels eine neue, 711 m lange, eingleisige und leicht gebogene Tunnelröhre gebaut. Mit dem Neubau sowie der Sanierung der alten Tunnelröhre sollte eine Erhöhung der Fahrgeschwindigkeit auf der Strecke vom Aachener Hauptbahnhof zur neuen belgischen Schnellfahrstrecke HSL 3 (Achse Köln–Paris) erzielt und eine Verbesserung der Sicherheit erreicht werden.
Der 3,2 km lange Streckenabschnitt zwischen der Ronheider Rampe und der deutsch-belgischen Grenze wurde im Zuge der Arbeiten für die Geschwindigkeitserhöhung auf 160 statt bisher maximal 120 km/h ausgebaut. Das Kreuzungsbauwerk westlich des Tunnels, auf dem bisher der Gleiswechsel (Links-/Rechtsverkehr) erfolgt sowie im Rahmen einer Neutrassierung der Strecke nach Lüttich und der Abzweig zur ehemaligen Bahnstrecke Aachen Buschtunnel–Moresnet wurde dabei entfernt. Seitdem verkehren die Züge ab bzw. bis Aachen Hbf planmäßig im Linksverkehr (siehe auch Mehrgleisigkeit). Im Tunnel wurde eine feste Fahrbahn eingebaut; die Überhöhung liegt bei bis zu 70 mm.

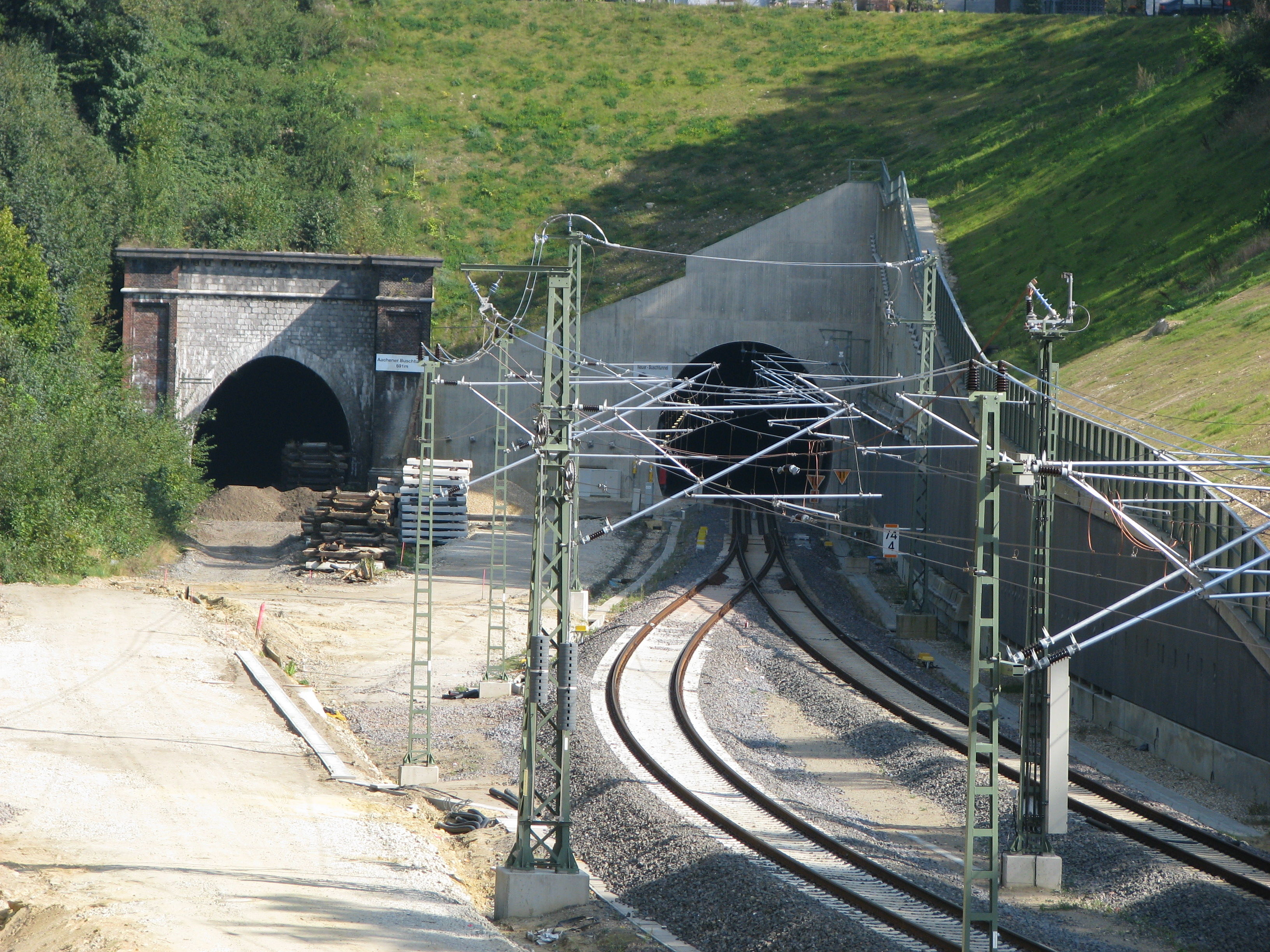
Westportal während des Umbaus (2008)

Die vorbereitenden Arbeiten für den Neubau begannen im September 2004. Hierbei war es auch erforderlich, Kampfmittel im Tunnelbereich, der im Zweiten Weltkrieg starkem Bombardement ausgesetzt war, zu beseitigen. Der südliche Voreinschnitt wurde anschließend auf eine Breite von 34 m verbreitert. Aufgrund hoher Böschungen wurden bis zu ca. 20 m tiefe Bohrpfähle errichtet, teilweise in mehreren Lagen.
Bei Baubeginn am 24. Juni 2005 wurde mit einer Inbetriebnahme zum Fahrplanwechsel im Dezember 2006 gerechnet. Der Tunnelanschlag wurde am 24. Juni 2005 durch die Tunnelpatin, die damalige Bundesgesundheitsministerin Ulla Schmidt, die ihren Wahlkreis in Aachen hatte, vorgenommen. Der Tunneldurchschlag erfolgte am 27. Mai 2006. Zwischen Oktober 2006 und Ende Juni 2007 wurde die Innenschale betoniert. Der Neubau wurde am 23. November 2007 eingeweiht und fahrplanmäßig am 25. November 2007 in Betrieb genommen. Die Röhre unterquert den Aachener Wald im Sand von Hauset, wobei der darunter liegende Aachener Sand angeschnitten wird. Dieser besteht aus feinkörnigen Quarzsanden mit bis zu 50 cm dicken Einlagen von Sandstein, vereinzelt mit Dicken bis zu 2,5 m. Der Grundwasserspiegel liegt etwa 1,5 m unter der Sohle der neuen Röhre.
Im Rahmen des europäischen Eisenbahnprojekts PBKA gab es ein Investitionsvolumen für den Tunnel-Neubau, den Ausbau der Gleisanlagen sowie begleitende Maßnahmen (z. B. Schallschutz, Leit- und Sicherungstechnik) in Höhe von 50,5 Millionen Euro. 4,4 Millionen Euro wurden von der Europäischen Union kofinanziert. Der neue Tunnel wurde im Auftrag der DB Netz AG von einem Konsortium der Firmen Hochtief Construction AG, Hartung Bau GmbH & Co KG und der Eichholz-Gruppe errichtet.
In der Nacht vom 25. zum 26. Oktober 2008 fand im Buschtunnel eine Rettungsübung mit 300 Helfern statt, darunter auch 30 Feuerwehrleute aus dem belgischen Kelmis.